# بول كوين
بول كوين (بالإنجليزية: Paul Quinn)‏ (21 يوليو 1985 في المملكة المتحدة - ) هو لاعب كرة قدم بريطاني في مركز الدفاع. شارك مع منتخب اسكتلندا تحت 21 سنة لكرة القدم. أما مع النوادي، فقد لعب مع كارديف سيتي ونادي أبردين ونادي دونكاستر روفرز ونادي روس كاونتي ونادي ماذرويل.

## وصلات خارجية
- بول كوين على موقع قاعدة بيانات كرة القدم.إي يو (الإنجليزية)
- بول كوين على موقع Soccerbase.com (لاعب) (الإنجليزية)
- بول كوين على موقع Soccerway.com (الإنجليزية)